# Arthur Mayger Hind
Pour les articles homonymes, voir Hind.
Arthur Mayger Hind, né à Burton upon Trent le 26 août 1880 et mort à Henley-on-Thames le 22 mai 1957 , est un historien de l'art britannique.

## Biographie
Arthur Mayger Hind est né à Burton upon Trent et fait ses études à City of London School puis à l'Emmanuel College (Cambridge). Il obtient son diplôme universitaire avec les honneurs en 1902.
Par la suite, Hind se spécialise dans les estampes et les dessins et étudie l'histoire de la gravure à Dresde sous l'autorité de Max Lehrs. Il s'intéresse plus particulièrement aux estampes et aux dessins italiens.
De 1933 à 1945, il est conservateur au Département des estampes du British Museum, où il travaille déjà depuis 1903.
Il a par ailleurs été professeur de beaux-arts à l'Université d'Oxford.
Il meurt à Henley-on-Thames en 1957.

## Publications notables
Histoire de la gravure

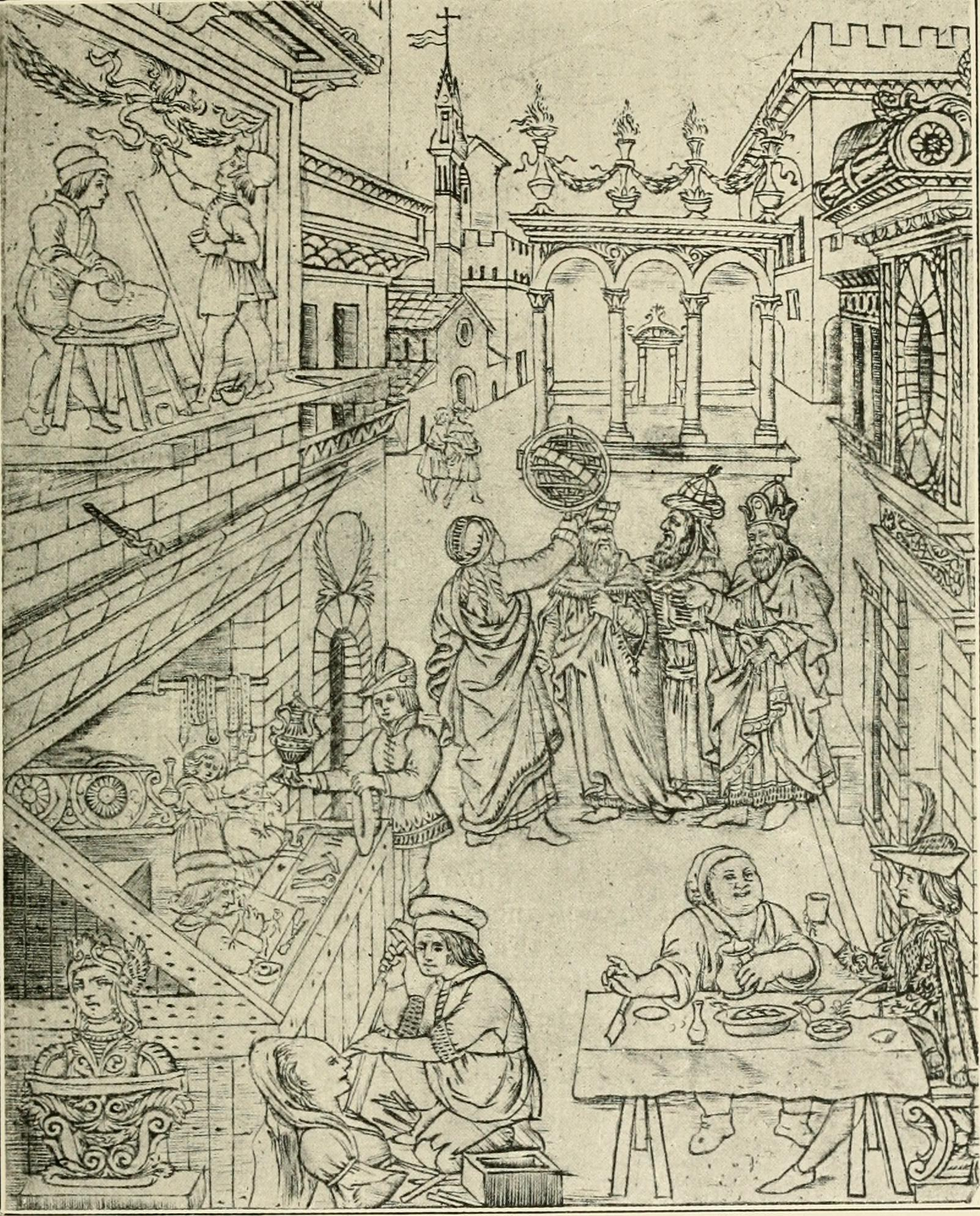
Illustration pour A short history of engraving & etching for the use of collectors and students, with full bibliography, classified list and index of engravers.

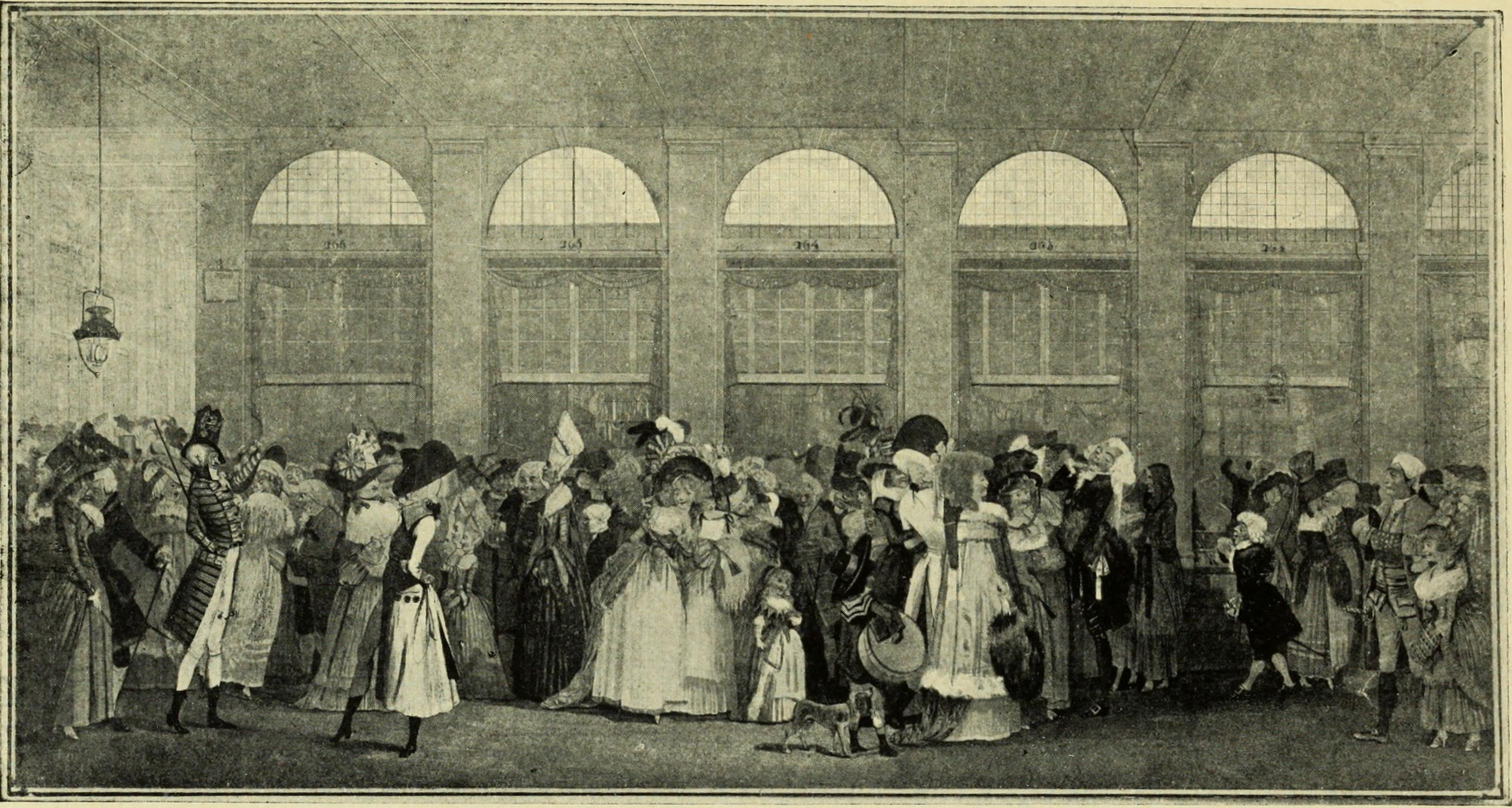
Illustration pour Fragonard, Moreau le jeune and French engravers, etchers, and illustrators of the later XVIII century.

- A history of engraving and etching (1923)
- A short history of engraving & etching for the use of collectors and students, with full bibliography, classified list and index of engravers (Boston, Houghton Mifflin, 1911, 508 p.)

Graveurs allemands
- Albrecht Dürer, his engravings and woodcuts (Londres, John Lane, 1922, 244 p.)
- Hans Holbein the younger; his Old Testament illustrations, Dance of death, and other woodcuts (New York, Fredk. A. Stokes Company, 1912, 158 p.)

Graveurs néerlandais
- A Catalogue of Rembrandt's Etchings : chronologically arranged and completely illustrated (Londres, Methuen and co. (2 vol.), 1900, 182 p.)
- Etchings of Rembrandt (Londres, G. Newness; New York, C. Scribner, 1907, 148 p.)
- Rembrandt, With a Complete List of His Etchings (?)
- Rembrandt and his etchings. A compact record of the artist's life, his work and his time (Boston, C.E. Goodspeed & co., 1921, 46 p.)
- Van Dyck, his original etchings and his iconography (Boston et New York, Houghton Mifflin company, 1915, 129 p.)
- Catalogue of drawings by Dutch and Flemish artists preserved in the Department of Prints and Drawings in the British Museum (plusieurs volumes : Londres, sur ordre des Trustees, 1915, env. 450 p.)

Graveurs français
- Watteau, Boucher, and the French engravers and etchers of the earlier eighteenth century (New York, F.A.Stokes, 1911, 154 p.)
- Fragonard, Moreau le jeune and French engravers, etchers, and illustrators of the later XVIII century (New York : Fredk. A. Stokes Co., 1912, 154 p.)

Graveurs italiens
- Andrea Mantegna and the Italian pre-Raphaelite engravers (New York : Frederick A. Stokes company, 1911, 150 p.)
- Marcantonio and Italian engravers and etchers of the sixteenth century (New York : Fredk. A. Stokes company, 1912, 156 p.)
- Giovanni Battista Piranesi : a critical study, with a list of his published works and detailed catalogues of the prisons and the views of Rome (New York : E. Weyhe 1922, 276)

Graveurs britanniques
- William Hogarth; his original engravings and etchings (New York, Fredk. A. Stokes company, 1912, 156)
- John Raphael Smith, and the great mezzotinters of the time of Reynolds (Londres, Heinemann, 1911, 154 p.)
- Wenceslaus Hollar and his views of London and Windsor in the seventeenth century (Londres, John Lane, 1922, 244 p.)
- Bartolozzi and other stipple engravers working in England at the end of the eighteenth century (Londres, Heinemann, 1912, 160 p.)

Francisco de Goya
- Francisco Goya (New York, Stokes, 1911 ?, 160 p.)